# Mathieu Giroux
Pour les articles homonymes, voir Giroux.
 (janvier 2010).
Si vous disposez d'ouvrages ou d'articles de référence ou si vous connaissez des sites web de qualité traitant du thème abordé ici, merci de compléter l'article en donnant les références utiles à sa vérifiabilité et en les liant à la section « Notes et références ».
Mathieu Giroux (3 février 1986 à Pointe-aux-Trembles, Montréal) est un patineur de vitesse sur courte piste canadien.
Il commence le patinage de vitesse à l'âge de 5 ans au club de patinage de vitesse de Pointe-aux-Trembles. Sa distance préférée est le 1000 m (soit 9 tours d'une patinoire de 111,12 m).
Il est membre de l'équipe nationale canadienne dans cette discipline. Depuis décembre 2008, il représente également le pays en patinage de vitesse longue piste.
En novembre 2009, il est devenu le premier Québécois depuis Gaétan Boucher (1984 Sarajevo) à obtenir un podium en longue piste (épreuve de la poursuite par équipes).
Il participe aux Jeux olympiques de 2010 à Vancouver dans cette discipline ainsi qu'au 1500 m. Avec les patineurs Denny Morrison et Lucas Makowsky, il forme l'équipe qui gagne la médaille d'or en poursuite masculine.
Mathieu étudie en pharmacie.
De plus, il est champion québécois de roller de vitesse en 2001 et il participe au championnat national de taekwondo en 1998.

## Distinctions
- Médaille de l'Assemblée nationale, 2010[1]